# Adesmia securigerifolia
Adesmia securigerifolia är en ärtväxtart som beskrevs av Wilhelm Guillermo Gustav o Franz Francis Herter. Adesmia securigerifolia ingår i släktet Adesmia och familjen ärtväxter. Inga underarter finns listade i Catalogue of Life.